# Жумагулов, Замирбек Нарынбаевич
Замирбек Нарынбаевич Жумагулов (17 января 1972) — киргизский футболист, нападающий. Выступал за сборную Кыргызстана. Лучший футболист Кыргызстана 2002 года, лучший бомбардир чемпионата Кыргызстана 2004 года, один из лучших бомбардиров национальных чемпионатов за всю историю (218 голов).

## Биография

### Клубная карьера
Начинал карьеру в клубе «Ала-Тоо» (Нарын), в его составе дебютировал в чемпионате Кыргызстана в первом сезоне после распада СССР. Затем играл за второй состав «Алги», с которым в 1993 году стал финалистом Кубка Кыргызстана, а в 1994—1995 годах выступал за основной состав «Алги». В 1996 году играл за столичный «АиК», с которым стал серебряным призёром чемпионата и обладателем Кубка. В 1997 году вернулся в «Алгу» (переименованную в СКА ПВО), с которой трижды подряд завоёвывал серебро чемпионата и становился обладателем Кубка.
С 2000 года до конца карьеры выступал за «Дордой» (некоторое время клуб носил название «Дордой-Динамо»). Становился чемпионом Кыргызстана (2004—2007) и бронзовым призёром (2001—2003), обладателем Кубка страны (2004—2006). В 2002 году был признан лучшим футболистом Кыргызстана. В 2004 году стал лучшим бомбардиром национального чемпионата (28 голов). Также неоднократно входил в число лидеров гонки бомбардиров — в 2000 году занял третье место (19 голов), в 2001 — четвёртое место (19 голов), в 2002 — второе место (16 голов), в 2003 — второе место (38 голов), в 2005 — второе место (16 голов), в 2006 — шестое место (12 голов). Победитель (2006, 2007) и финалист (2005) Кубка президента АФК.
Всего за карьеру в высшей лиге Кыргызстана забил 218 голов в 362 матчах. Занимает второе место по числу голов в чемпионатах Кыргызстана за всю историю, уступая Евгению Болдыгину (222). Во всех турнирах забил 268 голов и по состоянию на 2018 год возглавляет клуб бомбардиров имени Алмаза Чокморова.

### Карьера в сборной
В национальной сборной Кыргызстана дебютировал 26 сентября 1992 года в матче против Казахстана, отыграв первые 55 минут. В 1992—1993 годах сыграл три матча, затем несколько лет не выступал за сборную, вернулся в состав только в 1999 году. Свой первый[уточнить] гол забил 21 февраля 2001 года в ворота Бахрейна. Последние матчи провёл в марте 2003 года.
Всего в 1992—2003 годах сыграл за сборную Кыргызстана 18 матчей и забил 2 (по другим данным, 3) гола.

### Тренерская карьера
После окончания игровой карьеры много лет работает в тренерском штабе «Дордоя» и «Дордоя-2».

## Личная жизнь
Сын Эльдар (род. 1999) тоже стал футболистом, играл в первой лиге за «Дордой-Плазу» и высшей лиге за «Ала-Тоо». Брат Кубан (род. 1970) играл за ряд клубов высшей и первой лиги.